# A Republikanska futbolna grupa 1959-1960
La A Republikanska futbolna grupa 1959-1960 fu la 36ª edizione della massima serie del campionato di calcio bulgaro disputato tra il 14 agosto 1959 e il 2 luglio 1960 e concluso con la vittoria del CSKA Septemvriysko zname Sofia, al suo decimo titolo e settimo consecutivo.
Capocannoniere del torneo furono Dimitar Yordanov e Lyuben Kostov, rispettivamente del Levski-Spartak Sofia e del PFC Spartak Varna, con 12 reti.

## Formula
Come nella stagione precedente le squadre partecipanti furono dodici e disputarono un turno di andata e ritorno per un totale di 22 partite.
In vista di un ampliamento a partire dalla stagione successiva, solo l'ultima classificata fu retrocessa in B RFG a fronte di tre promozioni.
La squadra campione fu ammessa alla Coppa dei Campioni 1960-1961.

## Classifica finale
|    | Classifica                         | G  | V  | N  | P  | GF | GS | Dif | Pt |
| -- | ---------------------------------- | -- | -- | -- | -- | -- | -- | --- | -- |
| 1  | CSKA Septemvriysko zname Sofia (C) | 22 | 12 | 8  | 2  | 42 | 18 | +24 | 32 |
| 2  | Levski-Spartak Sofia               | 22 | 11 | 6  | 5  | 32 | 22 | +10 | 28 |
| 3  | PFC Lokomotiv Sofia                | 22 | 7  | 9  | 6  | 31 | 22 | +9  | 23 |
| 4  | PFC Slavia Sofia                   | 22 | 7  | 9  | 6  | 30 | 28 | +2  | 23 |
| 5  | Septemvri Sofia (N) (CB)           | 22 | 7  | 8  | 7  | 34 | 31 | +3  | 22 |
| 6  | Krakra Pernishki Pernik            | 22 | 8  | 6  | 8  | 27 | 25 | +2  | 22 |
| 7  | Trakia Plovdiv                     | 22 | 8  | 5  | 9  | 30 | 31 | -1  | 21 |
| 8  | Dunav Ruse                         | 22 | 7  | 6  | 9  | 29 | 34 | -5  | 20 |
| 9  | Spartak Plovdiv                    | 22 | 4  | 12 | 6  | 21 | 28 | -7  | 20 |
| 10 | PFC Spartak Varna                  | 22 | 6  | 8  | 8  | 27 | 38 | -11 | 20 |
| 11 | Spartak Sofia (N)                  | 22 | 5  | 9  | 8  | 21 | 29 | -8  | 19 |
| 12 | PFC Spartak Pleven                 | 22 | 3  | 8  | 11 | 14 | 32 | -18 | 14 |

- (C) Campione nella stagione precedente
- (N) squadra neopromossa
- (CB) vince la Coppa nazionale

### Verdetti
- CSKA Septemvriysko zname Sofia Campione di Bulgaria 1959-60.
- PFC Spartak Pleven retrocesso in B PFG.

### Qualificazioni alle Coppe europee
- Coppa dei Campioni 1960-1961: CSKA Septemvriysko zname Sofia qualificato.